# Felisacus elegantulus
Felisacus elegantulus är en insektsart som först beskrevs av Reuter 1904.  Felisacus elegantulus ingår i släktet Felisacus och familjen ängsskinnbaggar. Inga underarter finns listade i Catalogue of Life.

## Bildgalleri

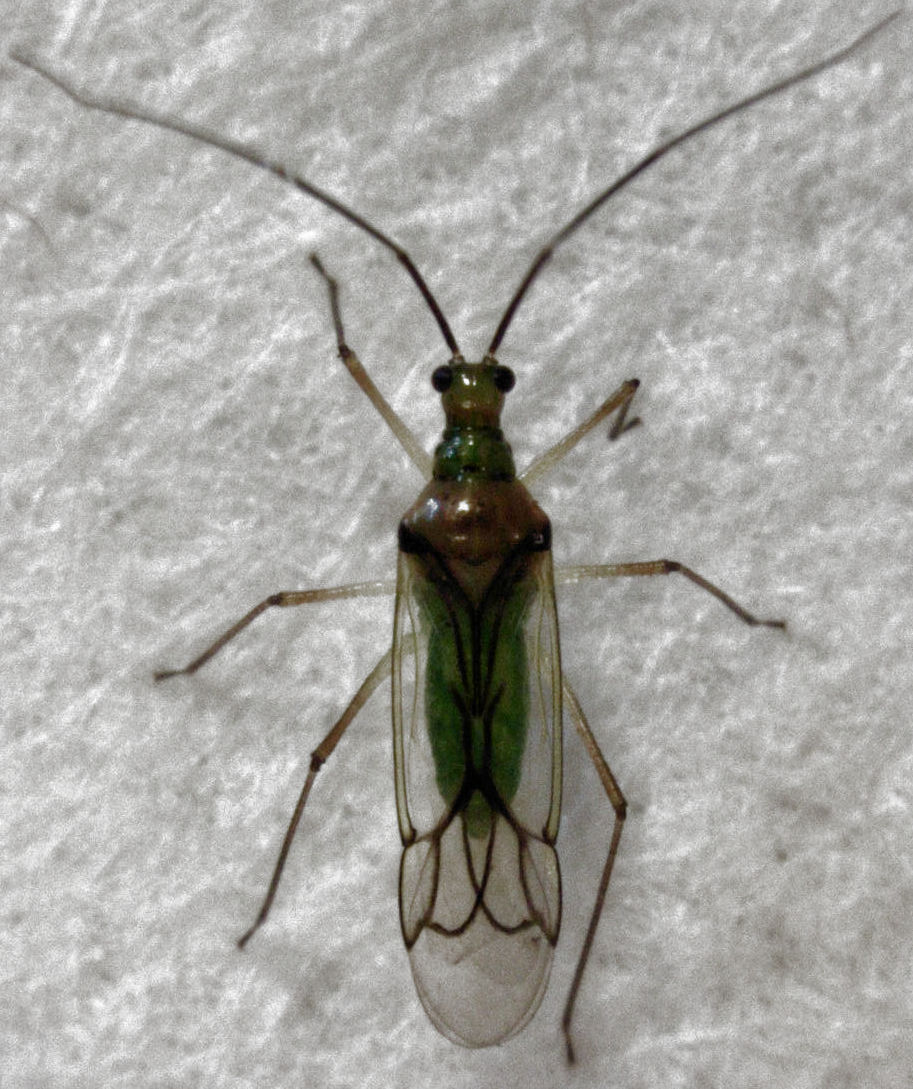